# Indra Sistemas
Indra Sistemas — испанский концерн в сфере разработки информационных технологий, автоматизированного тестового оборудования и электроники военного назначения. Акции компании котируются на Мадридской фондовой бирже и входят в индекс IBEX 35. Компания была основана в 1992 году и базируется в Мадриде.
Компания названа по имени древнеиндийского божества Индра.

## Деятельность
Подразделения компании по состоянию на 2023 год:
- оборона и безопасность — электроника военного назначения и информационная безопасность, 19 % выручки;
- Системы управления воздушным движением — является одним из крупнейших в мире разработчиков[5], также разрабатывает и производит авиационные тренажёры, 8 % выручки;
- транспорт — информационные технологии для транспорта (оплата проезда, управление движением, системы связи), 8 % выручки;
- Minsait — группа дочерних компаний по разработке и производству систем обработки информации в различных отраслях, включая энергетику, финансы (платёжные системы), здравоохранение, государственное администрирование, электронное голосование, телекоммуникации, 64 % выручки.

Билетные системы метрополитена, разработанные компанией, используемые в таких городах как, Мадрид, Барселона, Париж, Лиссабон, Шанхай, Афины, Буэнос-Айрес и Сантьяго.
Основным рынком для компании является Испания (50 % выручки в 2023 году), другими регионами деятельности являются Италия (6 % выручки), остальная Европа (13 %), Бразилия (5 %), остальная Америка (16 %), Азия, Ближний Восток и Африка (10 %).
Indra Sistemas наиболее известна своей продукцией военного назначения, включающей радиолокационные станции семейств Lanza, SkyFender, Arine и других, системы связи, лазерное оружие, тактические системы РЭБ, системы противодействия дистанционному подрыву мин, тепловизионные системы управления огнем, системы автоматического тестирования вооружения и военной техники, авиационные тренажеры и тренажерные комплексы стрелкового оружия, а также беспилотные летательные аппараты.